# Associazione Del Calcio In Vicenza 1903-1904
Questa voce raccoglie le informazioni riguardanti l'Associazione Del Calcio In Vicenza nelle competizioni ufficiali della stagione 1903-1904.

## Stagione
Il Vicenza ha partecipato al Campionato Veneto, composta da solo due squadre, in cui vince. Partecipa anche al torneo FGNI ove è stata eliminata nelle eliminatorie.

## Organigramma societario
Area direttiva
- Presidente: Antonio Libero Scarpa

Area tecnica
- Allenatore: Antonio Libero Scarpa

## Rosa[1]
| N. |                   | Ruolo | Calciatore       |
| -- | ----------------- | ----- | ---------------- |
|    | Italia (bandiera) | D     | Lauro Bosio      |
|    | Italia (bandiera) | D     | Marino Chiovatti |

| N. |                   | Ruolo | Calciatore      |
| -- | ----------------- | ----- | --------------- |
|    | Italia (bandiera) | D     | Gino Vallesella |
|    | Italia (bandiera) | C     | Zoso            |

## Risultati

### Torneo FGNI

#### Eliminatoria veneta
| Padova 15 maggio 1904, ore 10:00 Eliminatoria regionale | Vicenza   | 2 – 2 (d.t.s.) | Reyer Venezia |  |
| \| \| \| \| \| ? \| Marcatori \| ? \|                   |           |                |               |  |
|                                                         |           |                |               |  |
| ?                                                       | Marcatori | ?              |               |  |

| Padova 15 maggio 1904, ore 17:00 Ripetizione | Vicenza   | 4 – 2 | Reyer Venezia |  |
| \| \| \| \| \| ? \| Marcatori \| ? \|        |           |       |               |  |
|                                              |           |       |               |  |
| ?                                            | Marcatori | ?     |               |  |

- Vicenza campione veneto e qualificato alle finali nazionali.

#### Semifinale
| Arbitro: | Bosisio (Milano) |

|   |           |  |
| ? | Marcatori |  |

## Statistiche

### Statistiche di squadra
| Competizione | Punti | In casa | In casa | In casa | In casa | In casa | In casa | In trasferta | In trasferta | In trasferta | In trasferta | In trasferta | In trasferta | Totale | Totale | Totale | Totale | Totale | Totale | DR |
| Competizione | Punti | G       | V       | N       | P       | Gf      | Gs      | G            | V            | N            | P            | Gf           | Gs           | G      | V      | N      | P      | Gf     | Gs     | DR |
| ------------ | ----- | ------- | ------- | ------- | ------- | ------- | ------- | ------------ | ------------ | ------------ | ------------ | ------------ | ------------ | ------ | ------ | ------ | ------ | ------ | ------ | -- |
| Torneo FGNI  | -     | 2       | 1       | 1       | 0       | 6       | 4       | 1            | 0            | 0            | 1            | 0            | 5            | 3      | 1      | 1      | 1      | 6      | 9      | -3 |